# Avenida Julius Nyerere
A Avenida Julius Nyerere é uma estrada com 11,5 quilómetros de comprimento na capital moçambicana, Maputo, tendo quatro faixas de rodagem em  aproximadamente metade da sua extensão. O eixo norte–sul liga o centro oriental da cidade em torno da Polana com os bairros de Sommerschield, Polana Caniço A, Maxaquene, Mavalane, Hulene, Laulane e Magoanine. É considerada uma das ruas mais importantes da cidade.

## Geografia
A estrada começa no extremo sudeste da cidade, no cruzamento com a Rua Nachingwea e a Rua de Farol, onde estão localizados o Ministério da Defesa Nacional e o Palácio da Ponta Vermelha. A partir daí, corre paralelamente à linha costeira a norte, atravessando as importantes ruas Avenida 24 de Julho, Avenida Eduardo Mondlane, Avenida Mao Tsé Tung e Avenida Kenneth Kaunda nos bairros de Polana e Sommerschield. A estrada continua para norte, passando pela Praça dos Combatentes até à Praça da Juventude. A partir daí, a continuação da estrada chama-se Avenida Coronel General Sebastião Mabote.

## História

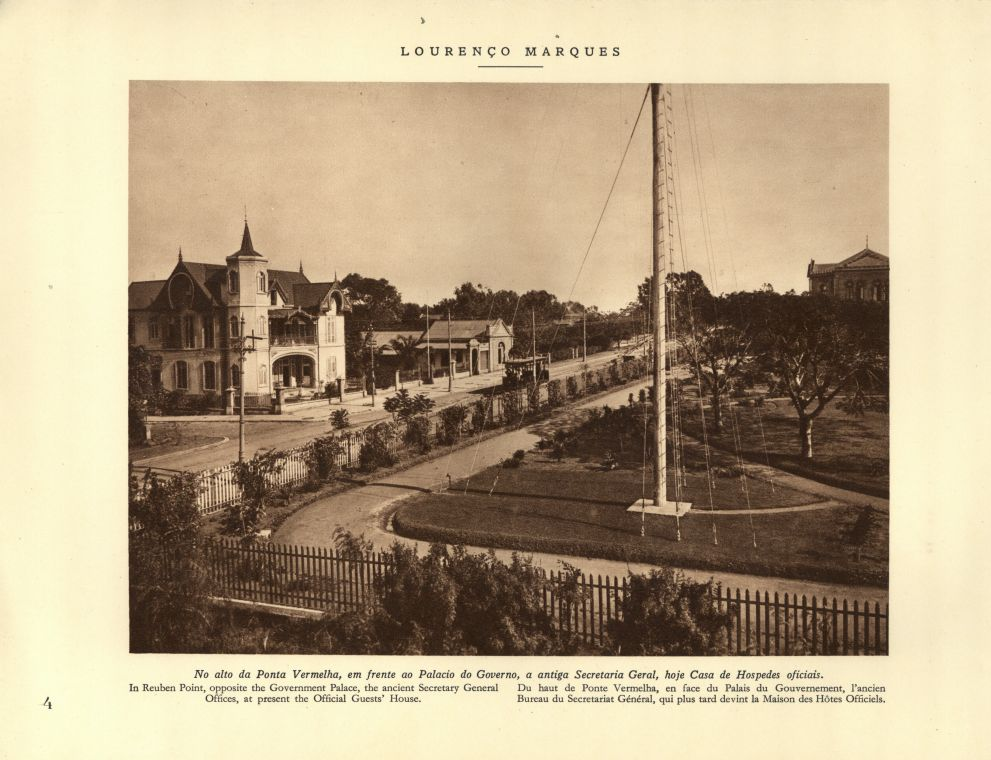
A avenida em 1929.

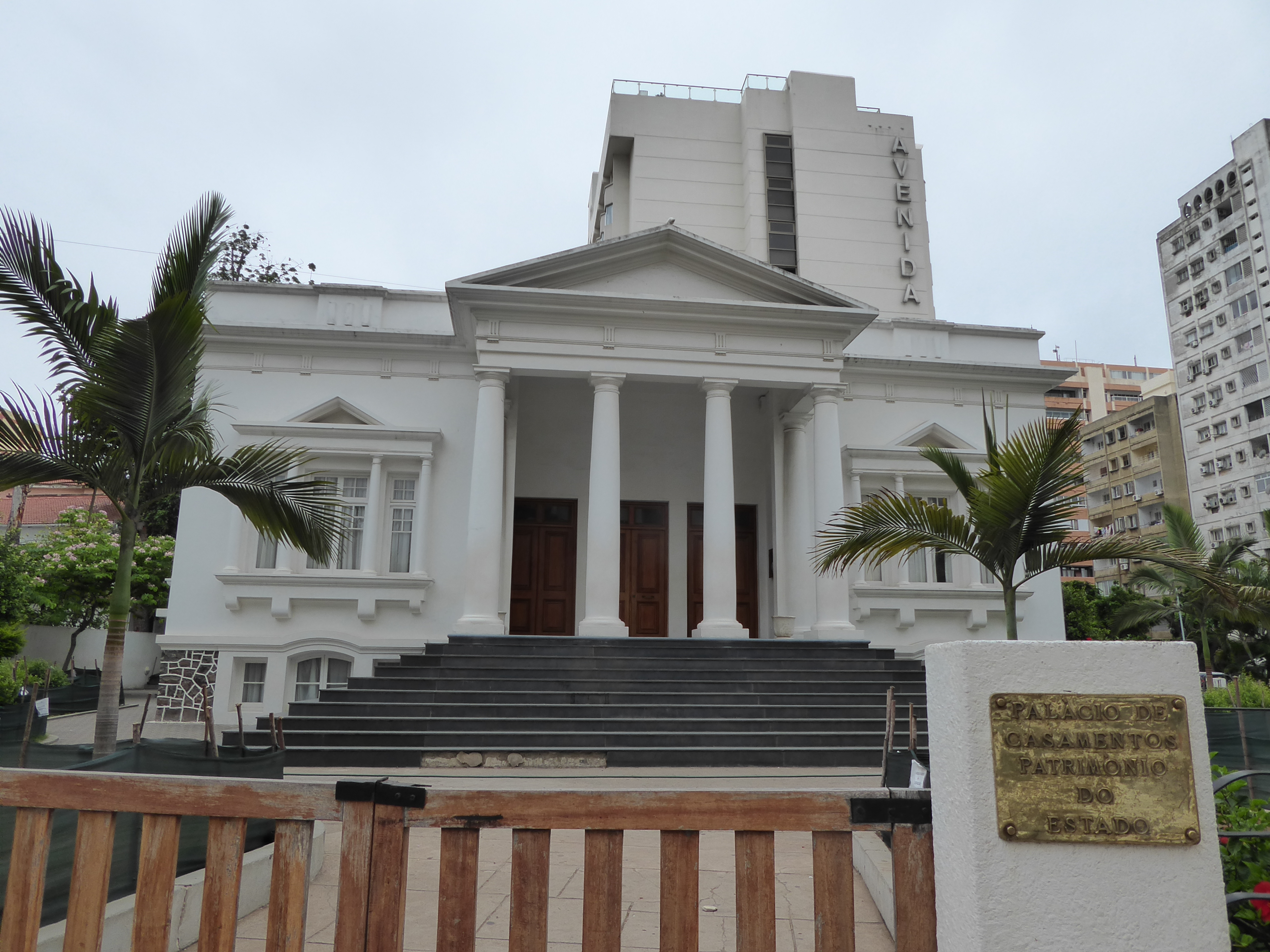
Palácio dos Casamentos.

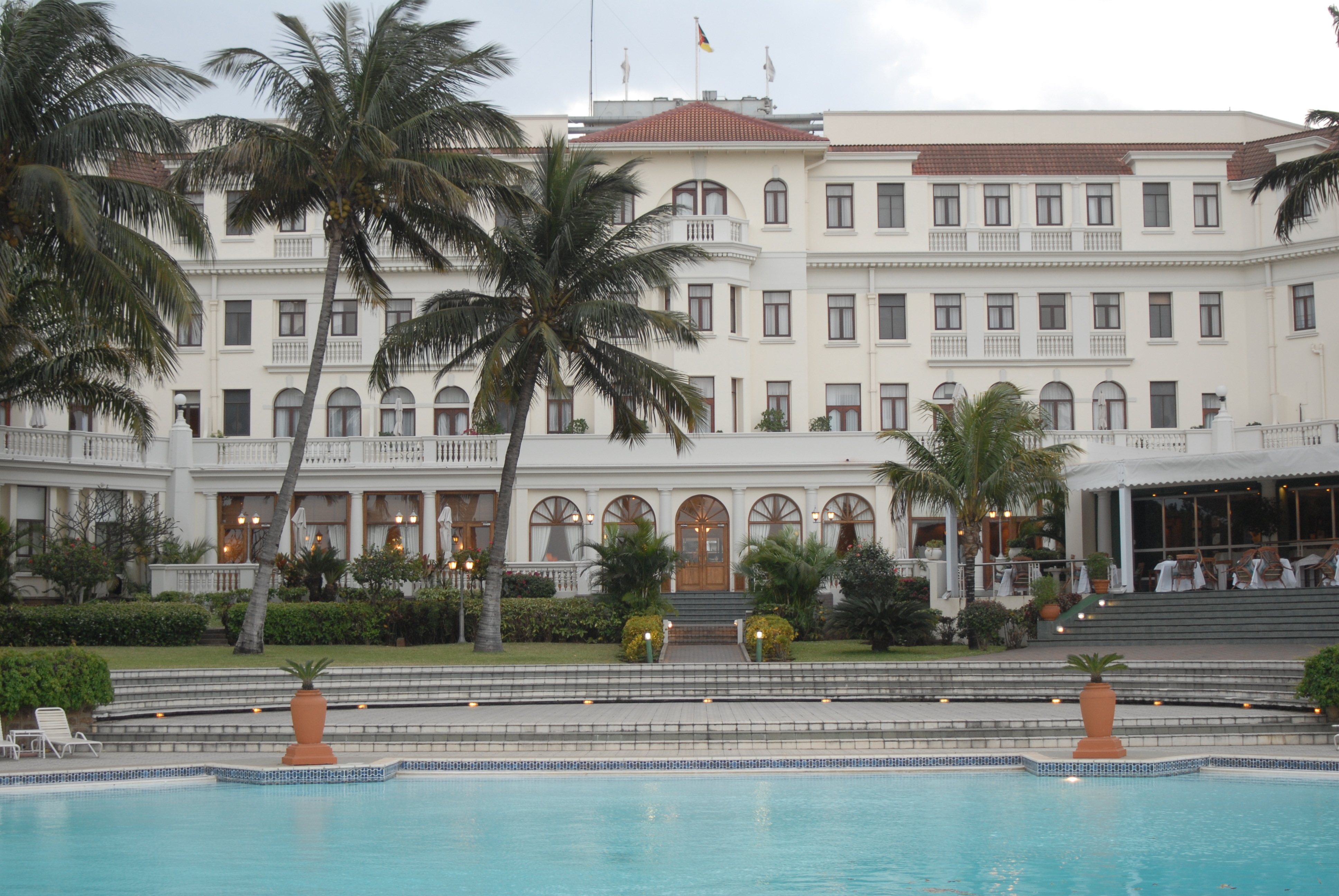
Hotel Polana

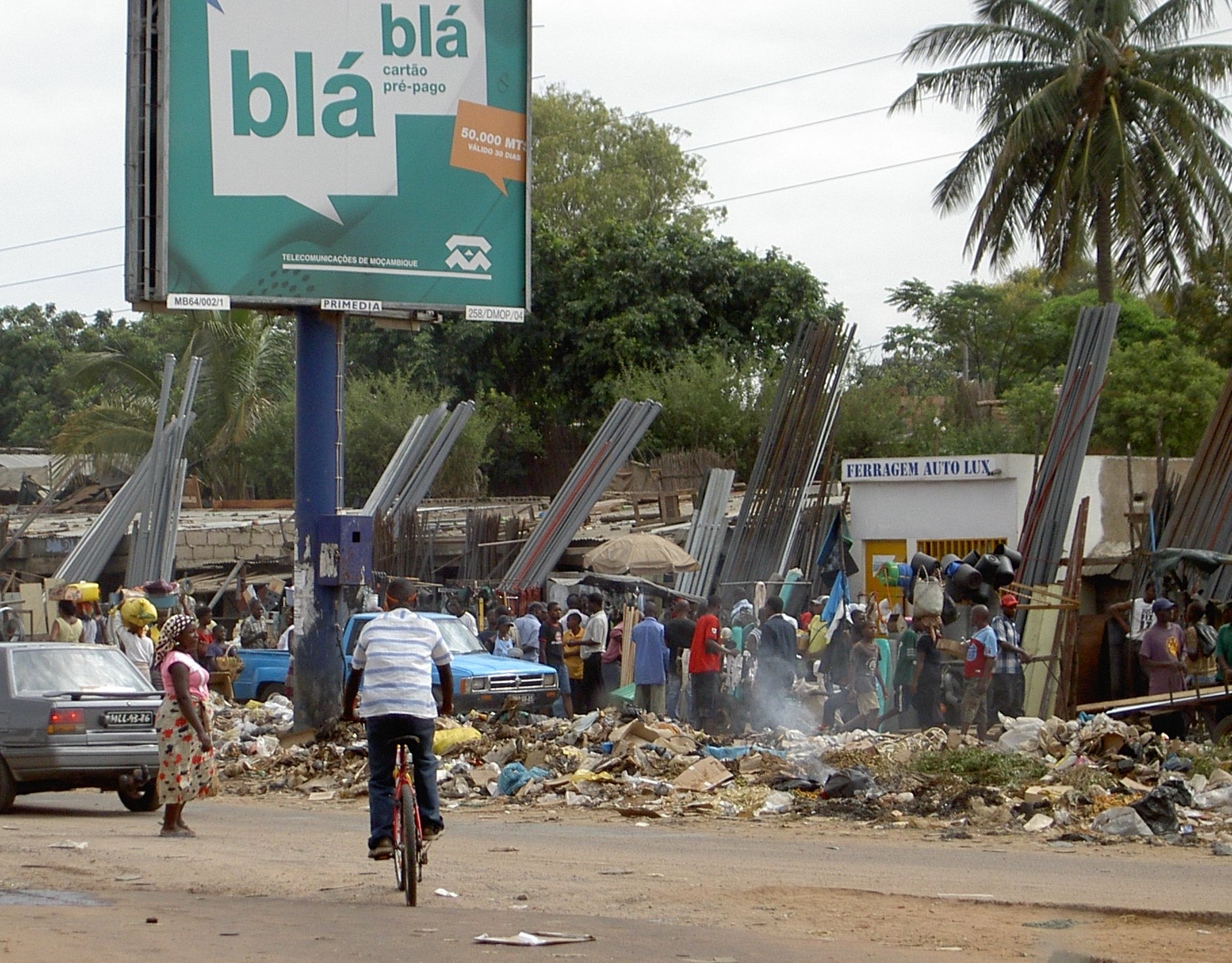
Mercado de Xiquelene

A avenida é um dos eixos principais da cidade, tendo sido traçada pelos portugueses aquando da fundação de Lourenço Marques. A importância da estrada foi aumentando com a crescente urbanização da cidade. O seu primeiro nome foi Avenida da Polana, tornando-se depois a Avenida Duquesa de Connaught. Com o advento da república em Portugal em 1910, recebeu o nome do Comissário Régio António Enes, que, entre outras coisas, pôs fim à rebelião tsonga na colónia portuguesa.
Com a independência de Moçambique, todos os nomes coloniais desapareceram da paisagem urbana da cidade, à qual foi dado o novo nome Maputo. Desde então, a rua tem o nome do ex-presidente tanzaniano e apoiante do movimento independentista moçambicano FRELIMO, Julius Nyerere.
Devido às cheias de 2000, a avenida teve de ser cortada troço entre a Praça do Destacamento Feminino e a Praça dos Combatentes. O tráfego era desviado através da Avenida da Marginal. No troço sul entre o início da estrada e a Praça do Destacamento Feminino, também houve grandes danos na estrada. A administração da cidade de Maputo, com apoio financeiro do Banco Mundial, reabilitou a estrada a partir de 2011 a um custo de 12,5 milhões de dólares americanos, tendo a sua conclusão total estado inicialmente prevista para 2013. Contudo, o empreiteiro, Britalar, adiou por três vezes a conclusão do troço sul da estrada devido a fortes temporais, e só no início de 2014 é que a mesma foi concluída. Pouco depois, os condutores — especialmente o pessoal das missões diplomáticas adjacentes — bem como a administração da cidade queixaram-se da má qualidade do alcatrão e dos buracos que apareciam. A empresa admitiu então os defeitos e mandou repará-los.
Os trabalhos de reconstrução do troço norte e o restabelecimento do tráfego entre Sommerschield e Xiquelene começaram em 2013, mas foram interrompidos em meados de 2014. De acordo com a construtora, o município ainda tem dívidas a pagar. A administração municipal, por seu turno, acusou a empresa de incumprimento contratual. A obra foi concluída em 2016, com o restabelecimento do tráfego entre a Praça do Destacamento Feminino e a Praça dos Combatentes.

## Edifícios importantes

### Secção sul
Especialmente na parte sul da avenida — entre a Rua do Palmar e o início da rua — há muitos edifícios importantes da cidade, entre outros, vários ministérios, missões diplomáticas e empresas.
A rua é o lar das missões diplomáticas de Portugal, África do Sul, Finlândia, Suécia, Dinamarca, Noruega, Irlanda, Japão, China, França e das delegações da União Europeia e do Banco Mundial. Além disso, encontra-se aqui o Ministério da Justiça e Assuntos Constitucionais e Religiosos.
Também o Hotel Avenida e o Hotel Polana estão aqui localizados, assim como o Polana Shopping Center, o Instituto Camões e o Palácio dos Casamentos. Mais a norte, existe uma estrada de acesso ao campus da Universidade Eduardo Mondlane. 

### Secção norte
A secção norte caracteriza-se principalmente pelo comércio informal, pequenas habitações e cabanas de ferro canelado. De particular importância é o terminal rodoviário Praça dos Combatentes (conhecida por "Xiquelene"), onde terminam numerosas linhas dos autocarros municipais da TPM, bem como as chapas semi-públicas. Mais a norte encontra-se a Lixeira de Hulene.